# 交通戦争あなたの場合
交通戦争あなたの場合（こうつうせんそう あなたのばあい）は1966年から2017年3月26日まで四国放送（JRTラジオ）で毎週日曜 17:00 - 17:30 に放送されていたラジオドラマ番組である。JA共済連徳島県本部の一社提供であった。

## 概要
交通事故が多発し、交通戦争と呼ばれた1960年代に、交通事故防止の啓蒙活動の一環としてスタートした。
徳島県内で実際に起きた交通事故について、被害者や加害者、警察官、保険外交員のやりとりを、地元の劇団員が展開するなど元警察官によるアドバイスもある。
ちなみに、警察官、保険外交員以外の被害者や加害者は架空の名前を使用している。

## 番組の終焉
シートベルト等自動車の安全装置が普及したことによる交通死亡事故が大幅に減少したことによって、「交通戦争」というタイトルが時代にそぐわなくなった理由により、2017年3月26日の放送を最後にこの番組はおよそ51年の歴史に幕を閉じた。最終回の放送内容もいつも通りであったが、番組の最後に、この日をもって放送を終了する事がアナウンスされた。
交通事故防止の啓蒙活動は、2017年4月3日より、毎週月曜から金曜まで、12時35分から5分間放送される『JA共済　交通安全ワンポイントアドバイス』に引き継がれた。

## 出演者
四国劇団（回ごとにランダムに劇団員が出演）
東條訓子